# غبشة
الغَبَشَةُ (من الغَبَشِ أو الغُبْشَةِ: ظلمة آخر اللّيل، وهي ترجمة للاسم العلمي اللاتيني Tenebrio) هي جنس حشرات خاضلة مؤذية من الفصيلة الغبشية. يبلغ طول الراشدين منها 12 إلى 18 مم ويمكن أن تعيش لمدة سنة أو سنتين.